# Gymnasium Marienschule Hildesheim
Das Gymnasium Marienschule in Hildesheim (Niedersachsen) ist eine Schule in freier Trägerschaft. Der Träger ist die „Stiftung Katholische Schule in der Diözese Hildesheim“.
Zurzeit besteht die Schulgemeinschaft aus ca. 900 Schülern sowie 77 Lehrkräften, 14 weiteren Mitarbeitern sowie vielen ehrenamtlichen Helfern.

## Geschichte

### Frühe Geschichte
Gegründet wurde die heutige Marienschule im Jahr 1846 von einer Bürgerinitiative katholischer Eltern der Stadt Hildesheim. Am 6. Oktober 1846 wurde die „katholische Unterrichtsanstalt für Töchter höherer Stände“ eröffnet und unter die Leitung von Caroline Kruthoffer gestellt. Ostern 1847 wurde der Betrieb mit 41 Schülerinnen eröffnet – davon waren vier im Pensionat untergebracht. Zu den Unterrichtsgegenständen gehörten anfangs das „Pensum der öffentlichen Elementarschule“, der „hausfrauliche Unterricht“ sowie die „sprachlich-literarische Kultivierung“.
Aus Finanzierungsgründen übernahmen die Ursulinen aus Duderstadt 1853 die Lehrtätigkeit. Ziel war es, „einen Unterricht zu geben, der sowohl was die Ausdehnung, als auch was die Gründlichkeit betrifft, über das Maß des Volksschulunterrichts hinausgeht“. 1861 erhielt die Schule, die nunmehr ca. 100 Schülerinnen – davon 20 im Pensionat – beherbergte, die Anerkennung als „Öffentliche Unterrichts-Anstalt“. Das jährlich zu entrichtende Schulgeld betrug damals zwischen 8 und 20 Reichstaler, nach Klassenstufen gestaffelt.
In der Zeit des Kulturkampfes Ende des 19. Jahrhunderts wurden die Ordensniederlassungen in Preußen geschlossen, weshalb die Schule am 31. Mai 1875 unter die Leitung von Carla Sermes gestellt wurde. Eltern gelang es, die Marienschule zu erhalten und 1908 die Anerkennung als „Höhere Mädchenschule“ zu erwirken, wodurch es im Folgejahr möglich war, die Jahrgangsstufen 11 und 12 einzuführen. Zu diesem Zeitpunkt besuchten bereits 187 Schülerinnen die Schule. Das zu zahlende Schulgeld betrug zwischen 70 und 130 Mark.

### Erste Hälfte des 20. Jahrhunderts
Nach langem Prozess übernahmen am 16. April 1912 wieder die Ursulinen die Leitung der Marienschule, die am 20. August des gleichen Jahres (als höhere Töchternschule) den Namen „Marienlyzeum“ erhielt. Bemerkenswert ist, dass sich in den Kriegsjahren des Ersten Weltkrieges bereits eine große Spendenbereitschaft unter den Schülerinnen zeigte – für Notleidende wurden Nahrungsmittel, Kleidung und Spielzeug gesammelt. Im Laufe der 20er Jahre stieg die Schülerzahl auf rund 370 an, die von 13 hauptamtlichen Lehrkräften unterrichtet wurden. Das Schulgeld lag damals zwischen 200 und 250 RM, wobei schon früh Ermäßigungen und Freistellungen erteilt wurden. In dieser Zeit wurden auch auf Grund wachsender Beliebtheit und Schülerzahlen Aufnahmeprüfungen eingeführt. In den 30er Jahren besuchten die Schülerinnen bereits des Öfteren außerschulische Lernorte und führten Projektwochen durch, wie die „Englische Woche“. Am 21. Februar 1931 erhielt die Schule dann ihre Anerkennung als Oberlyzeum.

### Die NS-Zeit
In der Zeit des Nationalsozialismus vermied die Marienschule die offene Konfrontation mit dem Regime. Trotz aller Widrigkeiten bemühte sich die Schule jedoch um die Aufrechterhaltung des Charakters einer christlichen Ordensschule mit Morgengebet, wöchentlichem Schulgottesdienst und Einkehrtagen. Der Fokus des Schullebens sollte auf der christlichen, nicht auf der politischen Dimension liegen.
Organisatorisch musste die Schule sich der Politik des NS-Regimes anpassen, die später sogar zur Schulschließung führte. 1937 wurde der Rückbau der Oberstufe beschlossen.  Auf Erlass des „Reichsministers für Wissenschaft, Erziehung und Volksbildung“ vom 2. Oktober 1939 sollten alle konfessionelle höhere Schulen aufgelöst werden. Es folgte der klassenweise Abbau der gesamten Schule; sie wurde endgültig 1943 geschlossen. Die verbleibenden Schülerinnen mussten zur Goetheschule wechseln.
Bei der Bombardierung Hildesheims am 22. März 1945 wurde ein Großteil der Schulgebäude zerstört. Dennoch konnte der Schulbetrieb nach Zusammenbruch des NS-Regimes am 1. Oktober 1945 wieder aufgenommen und damit die Marienschule feierlich wiedereröffnet werden.

### Von 1945 bis zur Gegenwart
In der Nachkriegszeit war die Schulgeschichte anfangs durch zwei Personen nachhaltig geprägt – die beiden Schulleiterinnen Antonia Maiboms und Genovefa Heptner – beide Ursulinen.
In den Nachkriegsjahren prägten Mangelwirtschaft, Improvisation, Nahrungsmittel- und Brennstoffknappheit und der Unterricht in Behelfsräumen das Schulleben. Jedoch kehrte in den 1950er Jahren unter der Leitung von Mater Antonia Maiboms wieder Normalität ein. Der Alltag war wie zuvor von einem bewusst religiösen Schulleben und einem Gefühl von Gemeinschaft geprägt, was sich vor allem auch in den Feiern der Schulgemeinschaft am Ursulatag (21. Oktober) oder zum Namenstag der Schulleiterin zeigte, aber auch in den regelmäßig stattfindenden Exerzitien. Die Nachkriegszeit brachte zudem ein Aufblühen des Internats bis Mitte der 1960er Jahre mit sich, das bis zu 30 Schülerinnen beherbergte. Vor dem Eintritt in die Schulgemeinschaft wurde nun die Aufnahmeprüfung gestellt, die aus einzelnen schriftlichen Teilleistungen und einem 10-tägigen Probeunterricht bestand. Trotz allem gelang es jährlich ca. 40 Schülerinnen, ihre Schulkarriere an der Marienschule zu beginnen und damit den Weg zum Abitur zu beschreiten. Begleitet wurden die Schülerinnen auf diesem Weg von bis zu 24 Lehrkräften. Einen ersten Dämpfer erlitt das Wiedererstarken der Schule und ihrer Gemeinschaft jedoch durch den Tod der Schulleiterin am 14. April 1975, die die ersten Nachkriegsjahre so nachhaltig geprägt hatte.
Bereits zwei Jahre vor dem Tod Mater Antonias hatte Schwester Genovefa Heptner die Leitung der Marienschule übernommen und zügig mit weiteren notwendigen Auf- und Ausbauarbeiten an der Schule begonnen. Dazu gehörte die Einführung der reformierten Oberstufe mit Kurssystem und der Neubau des Kolleggebäudes gemeinsam mit dem Gymnasium Josephinum, der zum einen den wachsenden Schülerzahlen geschuldet war (immerhin bis zu 1000 Schülerinnen in den Jahren 79/80), zum anderen der Kooperation mit dem Josephinum und damit der Erweiterung des Kursangebots. Weitere Innovationen waren die Umgestaltung des Schulhofes mit dem Bau der „Schildkröte“ und die Errichtung des neuen „Gartenklassentrakts“. Trotz aller Veränderungen blieb die Marienschule immer ihren Wurzeln treu und behielt entgegen der sich verändernden Erlasslage Ende der 70er Jahre als freie Schule den Bereich der hauswirtschaftlichen Bildung bei. 1988 beendete Schwester Genovefa, die das äußere Erscheinungsbild der Marienschule so nachhaltig geprägt hatte, ihren Dienst als Schulleiterin zu Gunsten der Konventsleitung des Mutterhauses in Duderstadt.
Die 90er Jahre brachten sicher die nachhaltigsten Veränderungen im Profil der Marienschule mit sich. Der weitere Ausbau des Gartenklassentraktes setzte einen klaren Akzent zur Stärkung der naturwissenschaftlichen Bildung, war jedoch nicht so deutlich im Schulleben sichtbar wie die Aufnahme von Jungen an der vormaligen „höheren Töchterschule“ ab 1990. Damit einhergehend wurden auch Schülerinnen und Schüler mit einem erweiterten Sek-I-Abschluss zum Besuch der Schule zugelassen – die Koedukation war auch an der Marienschule angekommen.
1996 endete die Trägerschaft der Ursulinen. Seitdem nimmt die „Stiftung Katholische Schule in der Diözese Hildesheim“ die Trägerschaft wahr.
Nach der Fusion mit dem Josephinum Hildesheim zum 1. August 2022 wird der Name der neuen Schule Gymnasium Mariano-Josephinum lauten.

## Schulleben heute

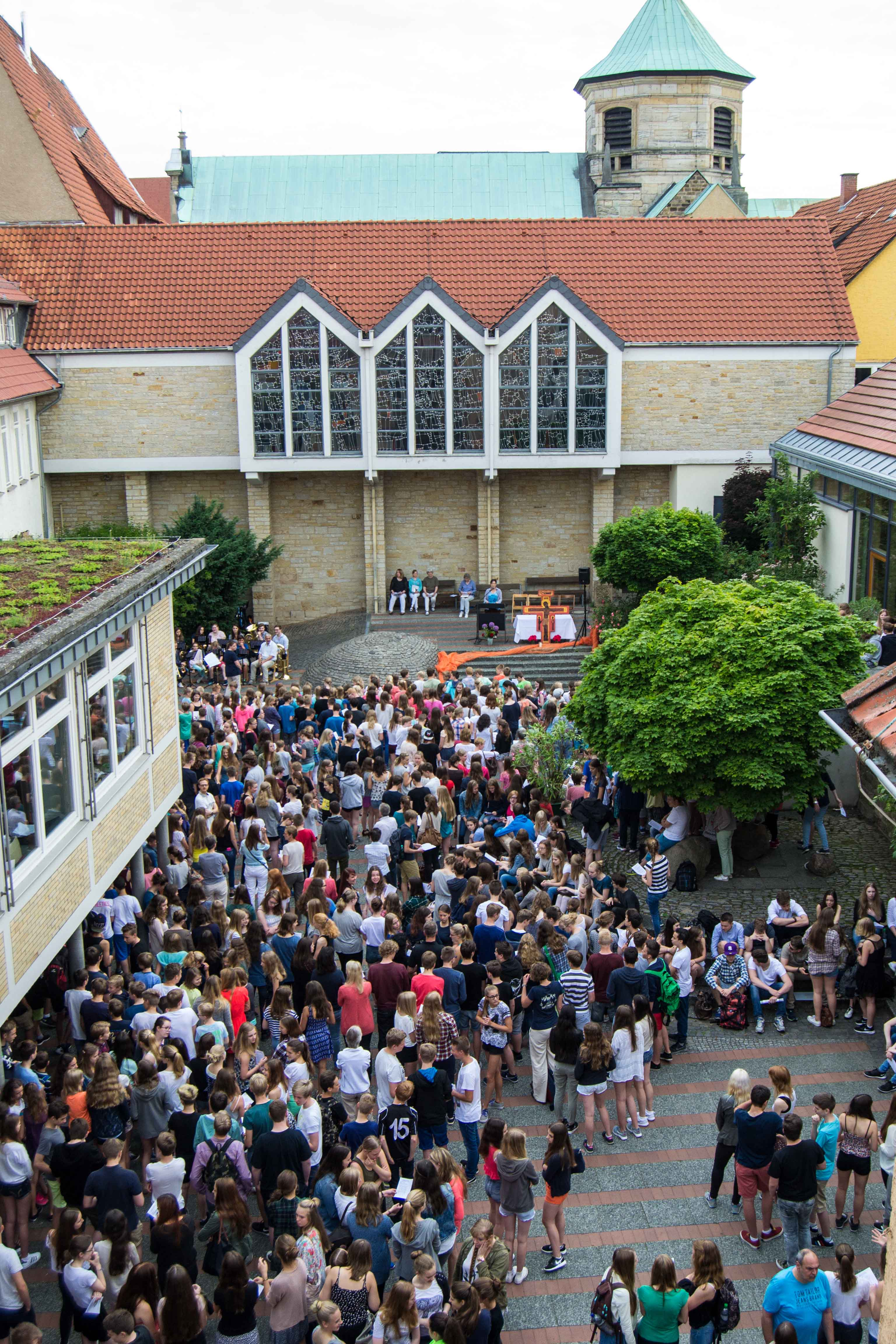
Andacht der Schulgemeinschaft zum Ende des Schuljahres 2015 – mit Blick auf die Kapelle

Damals wie heute bemüht sich die Marienschule darum, eine Brücke zu schlagen zwischen umfangreicher und qualitativer schulischer Bildung, lebendiger Gemeinschaft und gelebtem Glauben. Getreu ihrer ursulinischen Tradition und dem Motto der heiligen Angela Merici „Schätzet einander – Helfet einander – Ertraget einander“ ist der Marienschule besonders das gelingende Zusammenleben Aller wichtig.  Dies zeigt sich sowohl in Projekten und Klassenfahrten als auch in den regelmäßigen karitativen Aktionen der Schulgemeinschaft, wie z. B. dem Adventsbasar (neben Fasten- und Martinsaktion), bei dem der Erlös sozialen Einrichtungen zugutekommt, oder zuletzt im Sommer 2015, als die Marienschule in einer spontanen Spendenaktion rund 5000 € für Flüchtlinge sammelte. Weiterhin nimmt sich die Schulpastoral der Bedürfnisse, Nöte und Sorgen der Schüler an, unterstützt durch Mediatoren und Patenschüler höherer Jahrgänge. Ähnlich wie das tägliche Morgengebet und die Schulgottesdienste, verhelfen auch die „Tage religiöser Orientierung“ (TRO) zur Bildung einer christlichen Identität. Besonders im heutigen Kontext spielt die Inklusion eine weitere wichtige Rolle.